# Steenrij

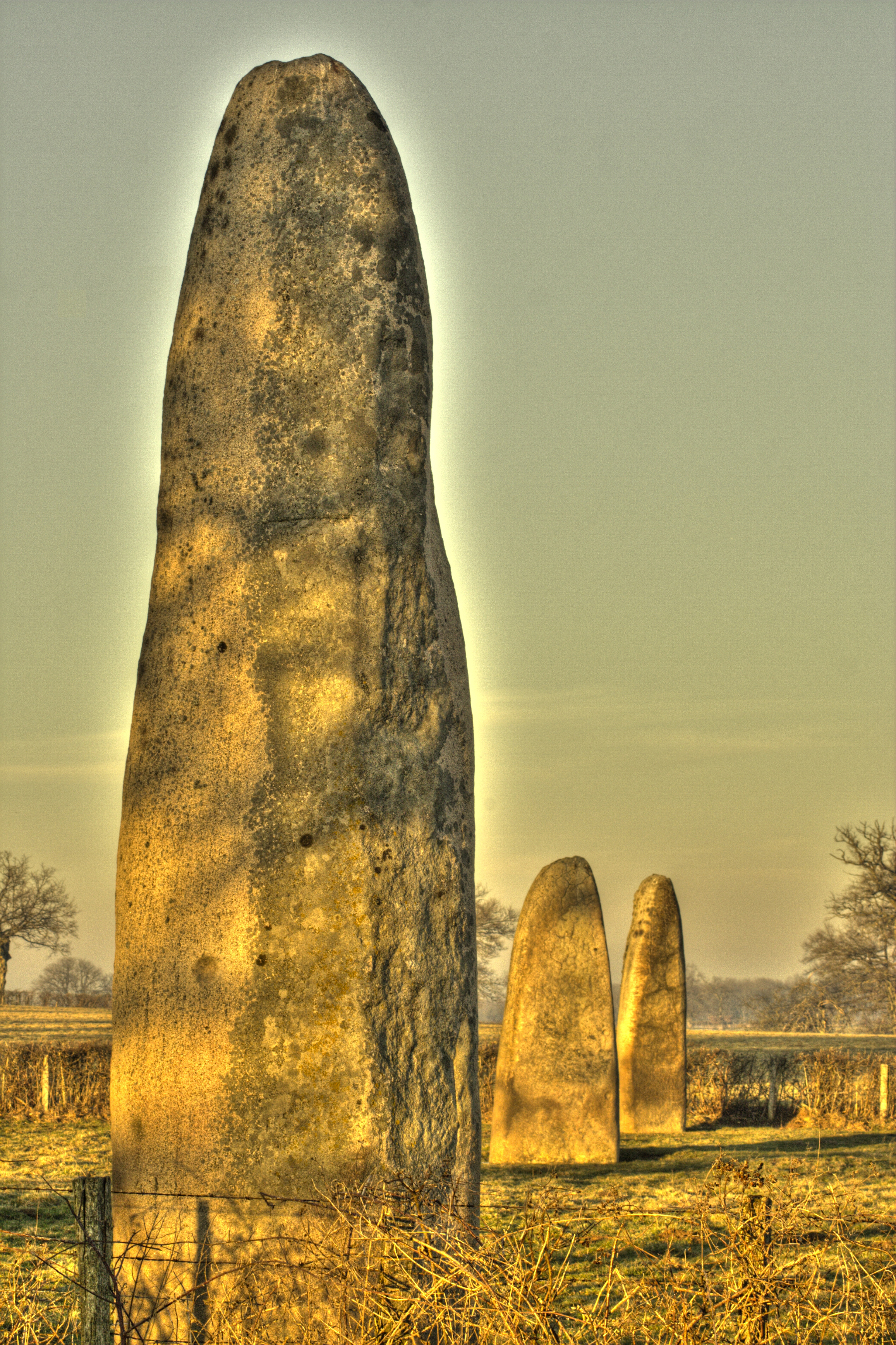
Menhirs d'Époigny in Saône-et-Loire

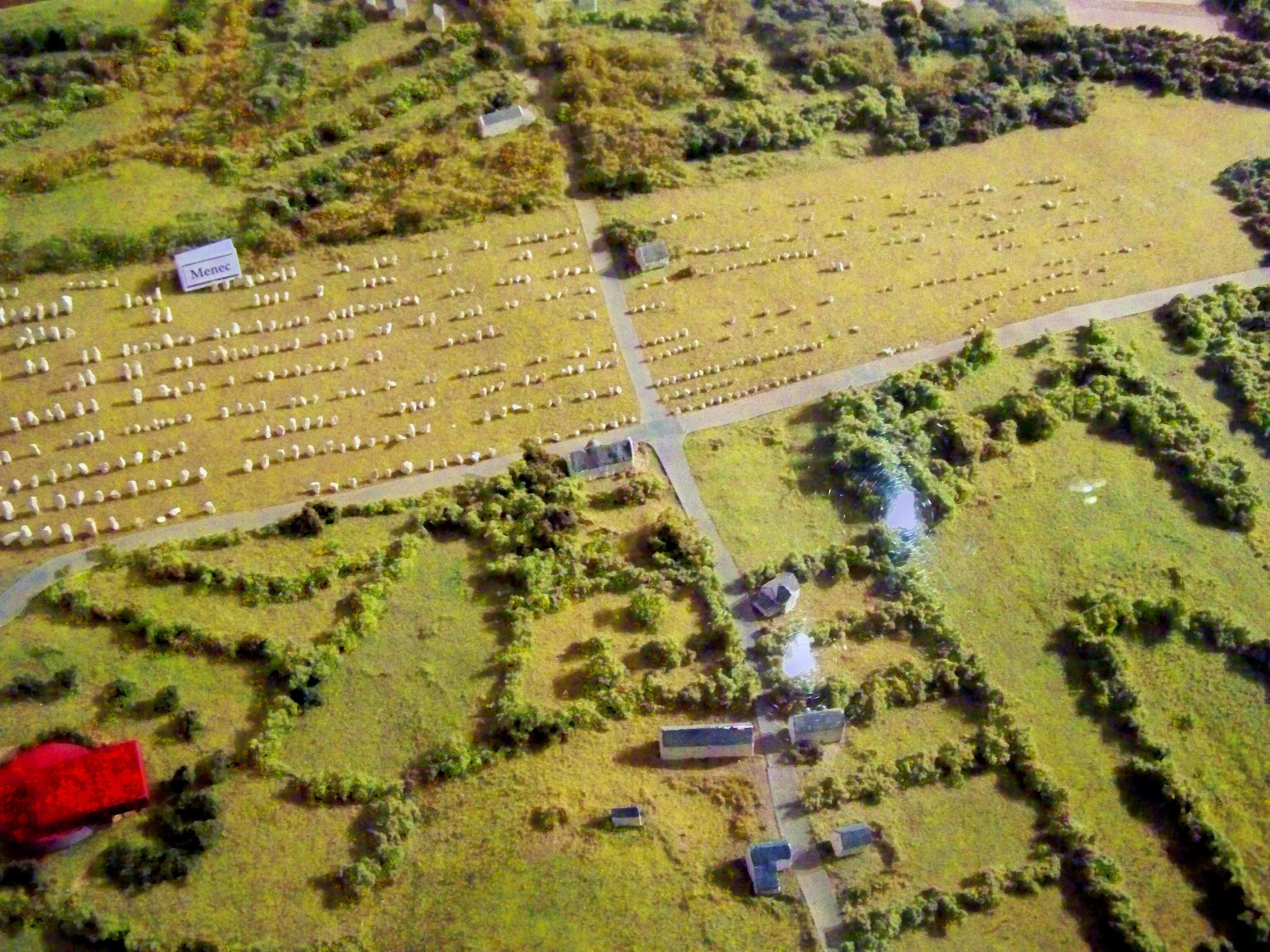
Luchtfoto van steenrijen bij Le Menec

Een steenrij is in de archeologie een rij van rechtopstaande megalieten, ook wel menhirs genoemd. Men spreekt van een steenrij als er minimaal drie menhirs met elkaar in een rij kunnen worden verbonden. Ze moeten te zien zijn vanaf de andere menhirs. 

## Kenmerken
De afstanden tussen de menhirs ligt tussen de 0,2 meter en 10 meter, de steenrijen zelf zijn enkele meters tot meerdere kilometers lang. Aan het einde van een steenrij staat soms een ander megalitisch bouwwerk, zoals een hunebed, steencirkel of een cairn. Steenrijen stammen uit het neolithicum of de bronstijd.
Meerdere steenrijen naast elkaar worden als avenue, allee of alignement aangeduid. Er zijn avenues bekend met vele rijen en duizenden menhirs, zoals bij de megalieten van Carnac bij Carnac in Bretagne.

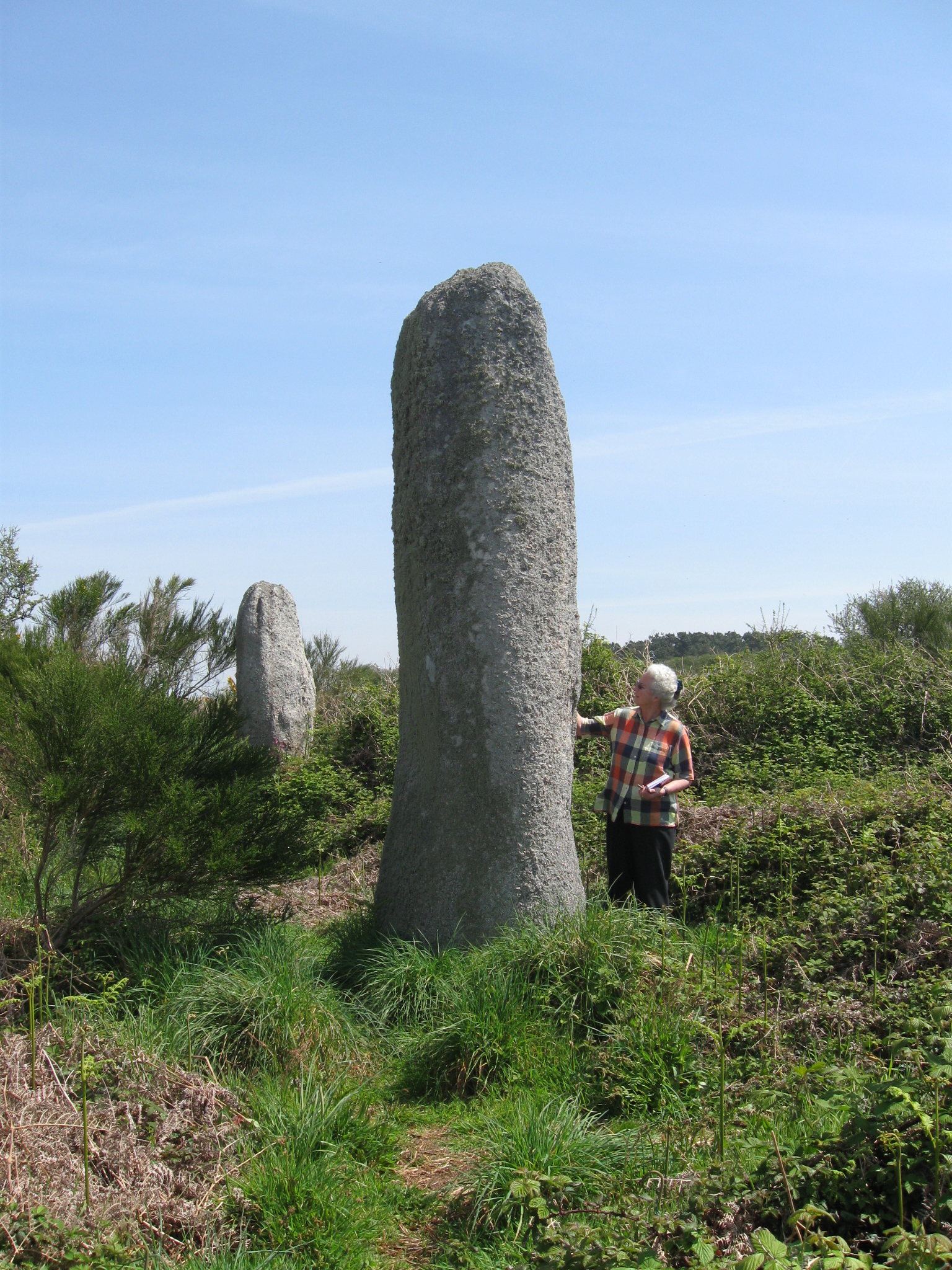
Een persoon bij de steenrij van Traonigou bij Ploudalmézeau, Finistere
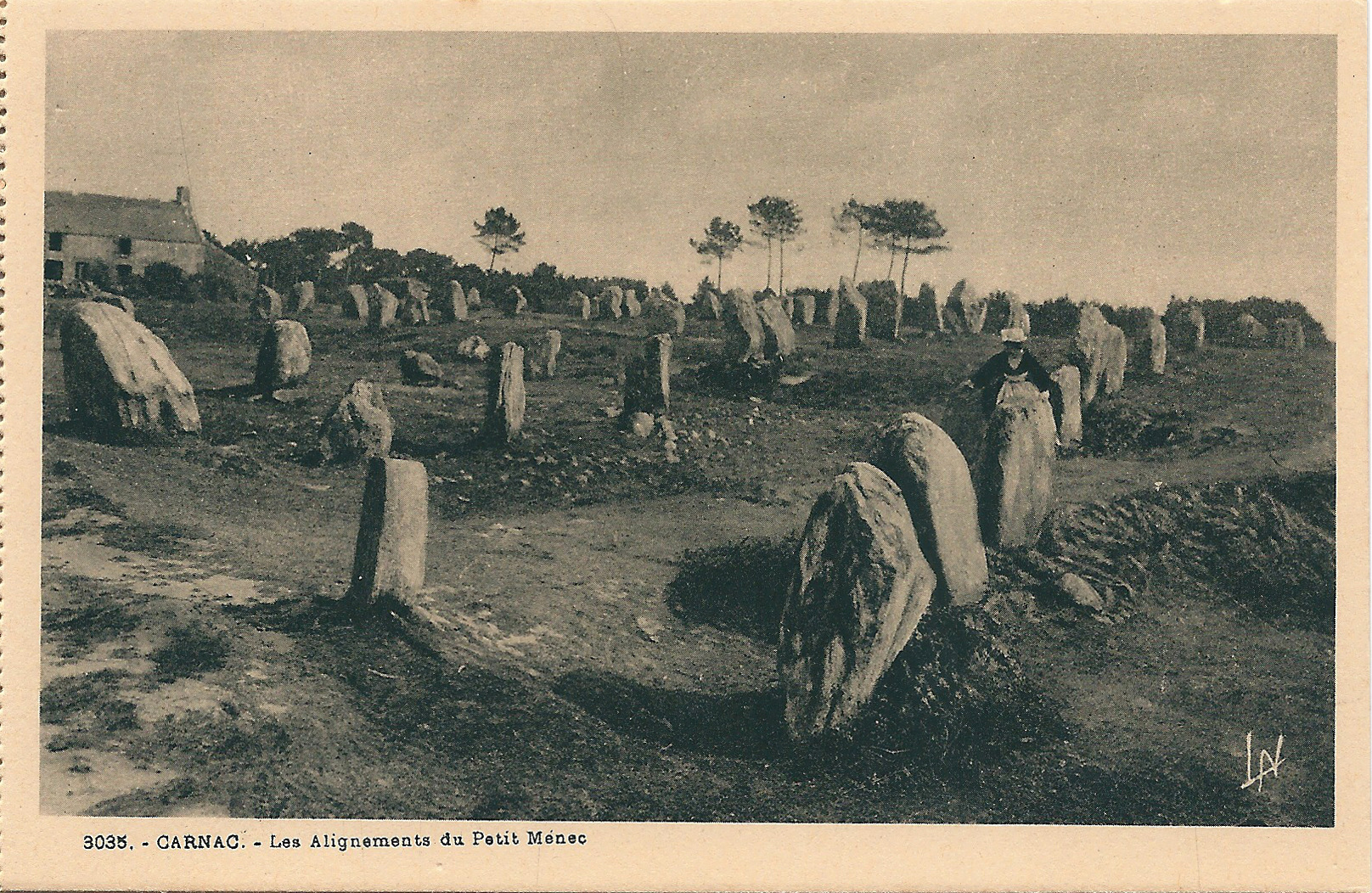
Een persoon bij de steenrij bij Carnac op een postkaart uit 1922

## Voorkomen
Steenrijen komen voornamelijk voor in West-Europa, maar ook in Denemarken, Zweden, Sardinië en Corsica. In Groot-Brittannië worden ze alleen aangetroffen in afgelegen moerasland.
De enige bekende steenrij in Midden-Europa is de rij tussen de twee kamers van de Hekeser Steine in Duitsland. Er was nog een soortgelijke steenrij, maar deze is vernietigd. Deze stond tussen de Großsteingräbern 8 und 9 bij Emmendorf in Landkreis Uelzen.

## Betekenis

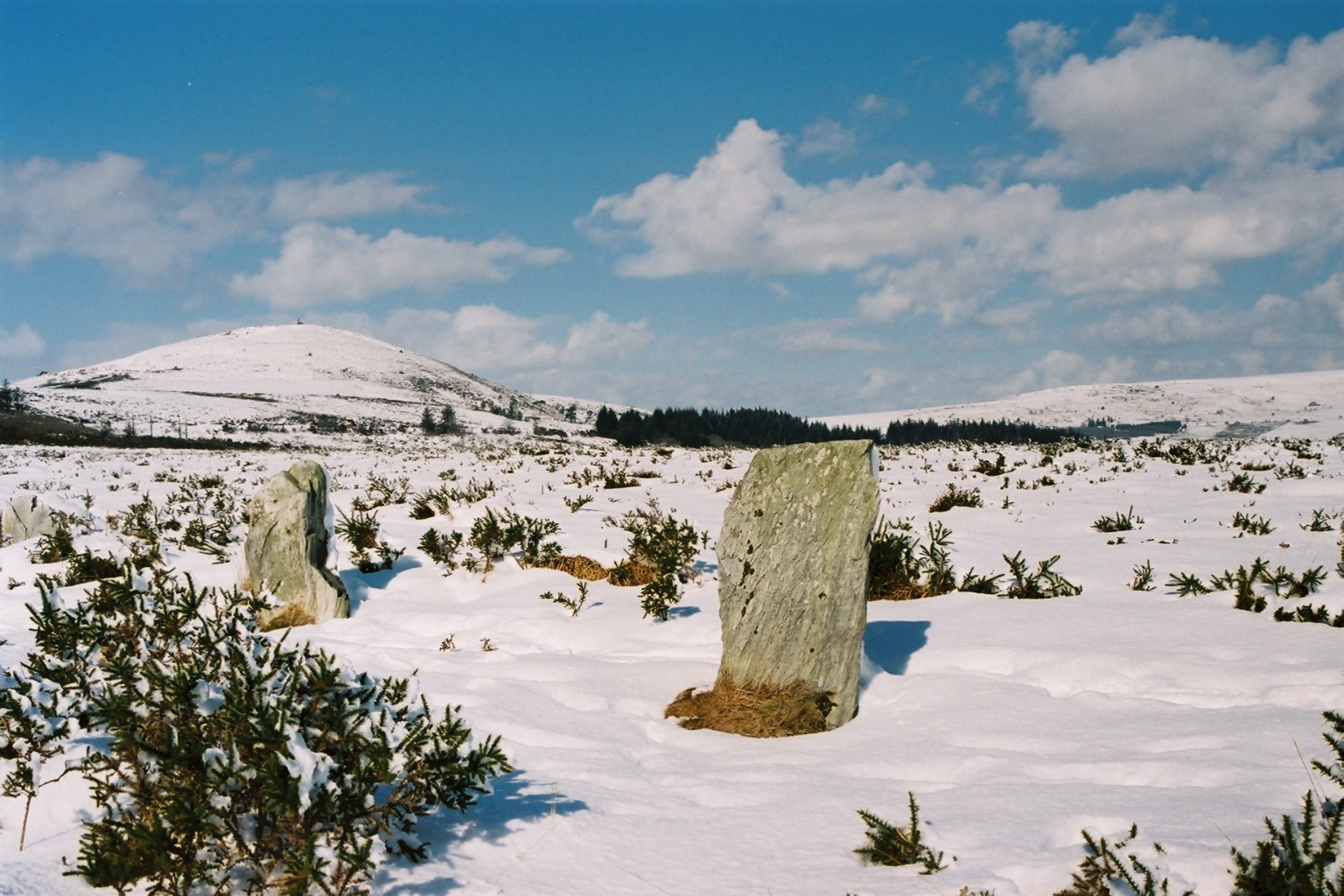
Steenrij bij Mont Saint-Michel-de-Brasparts (Bretons: An Eured Ven; het huwelijksfeest). De 77 witte stenen zouden gasten van een huwelijksfeest zijn die gestraft werden, omdat ze niet wilden stoppen met dansen toen een priester voorbij kwam op weg naar een stervende

Er wordt gedacht dat de stenen een ceremonieel of religieus doel hebben. Soms wordt aangenomen dat het een processieweg is. Een andere uitleg is dat er door elke generatie een steen wordt opgericht, waardoor de geschiedenis van het volk wordt aangeduid door de stenen. 
Ook zijn er sagen bekend over veldslagen, zoals bij Hill o' Many Stanes. De omgekomen strijders zouden in rijen begraven zijn en op hun graf werd een steen geplaatst.

## Voorbeelden
- Hill o' Many Stanes
- Nationaal park Dartmoor
- Grey Cairns of Camster
- Megalieten van Carnac
- Le Menec
- Kermario

## Afbeeldingen

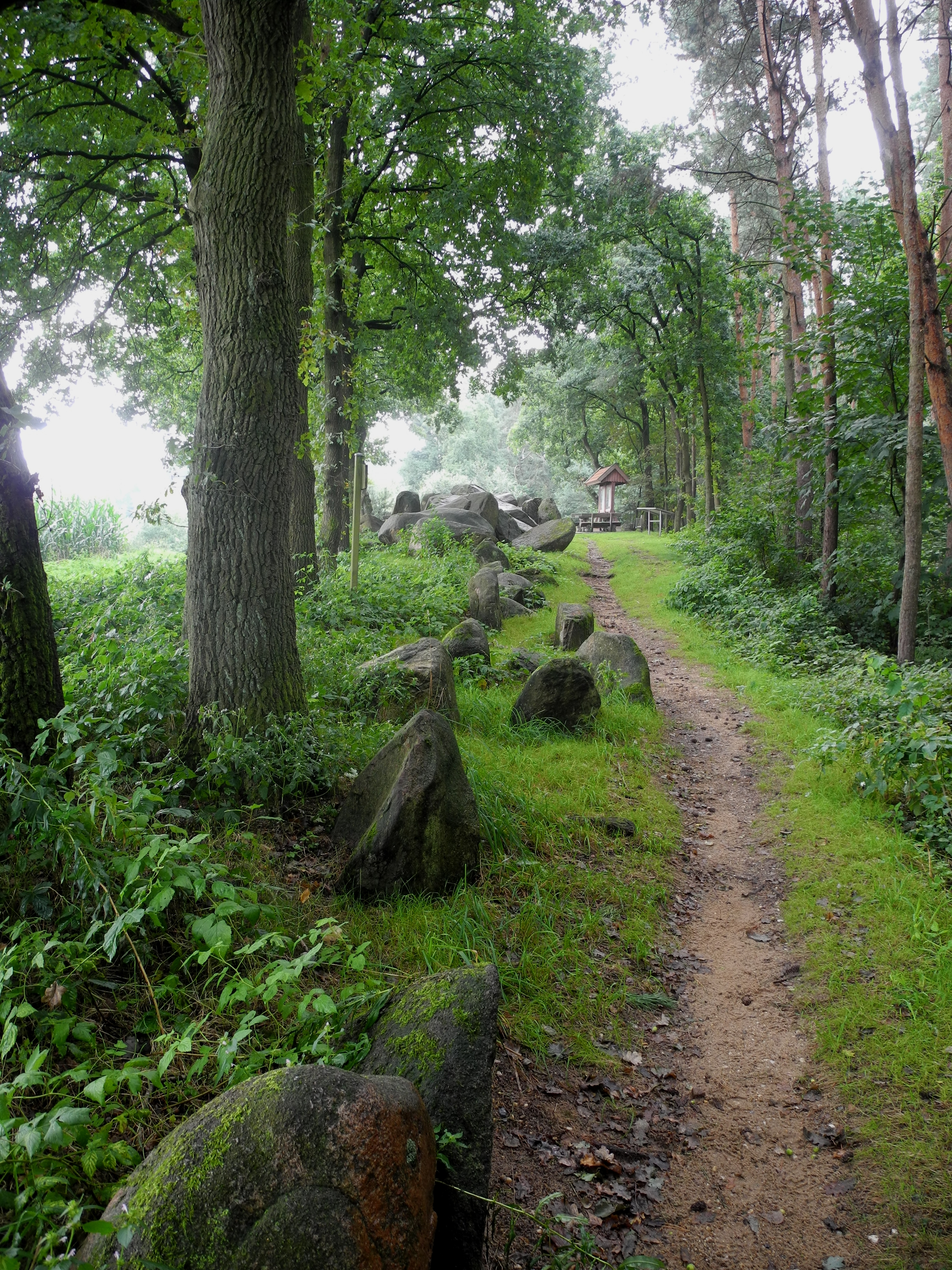
Steenrij die de twee Hekeser Steine verbindt, de enige steenrij in Duitsland
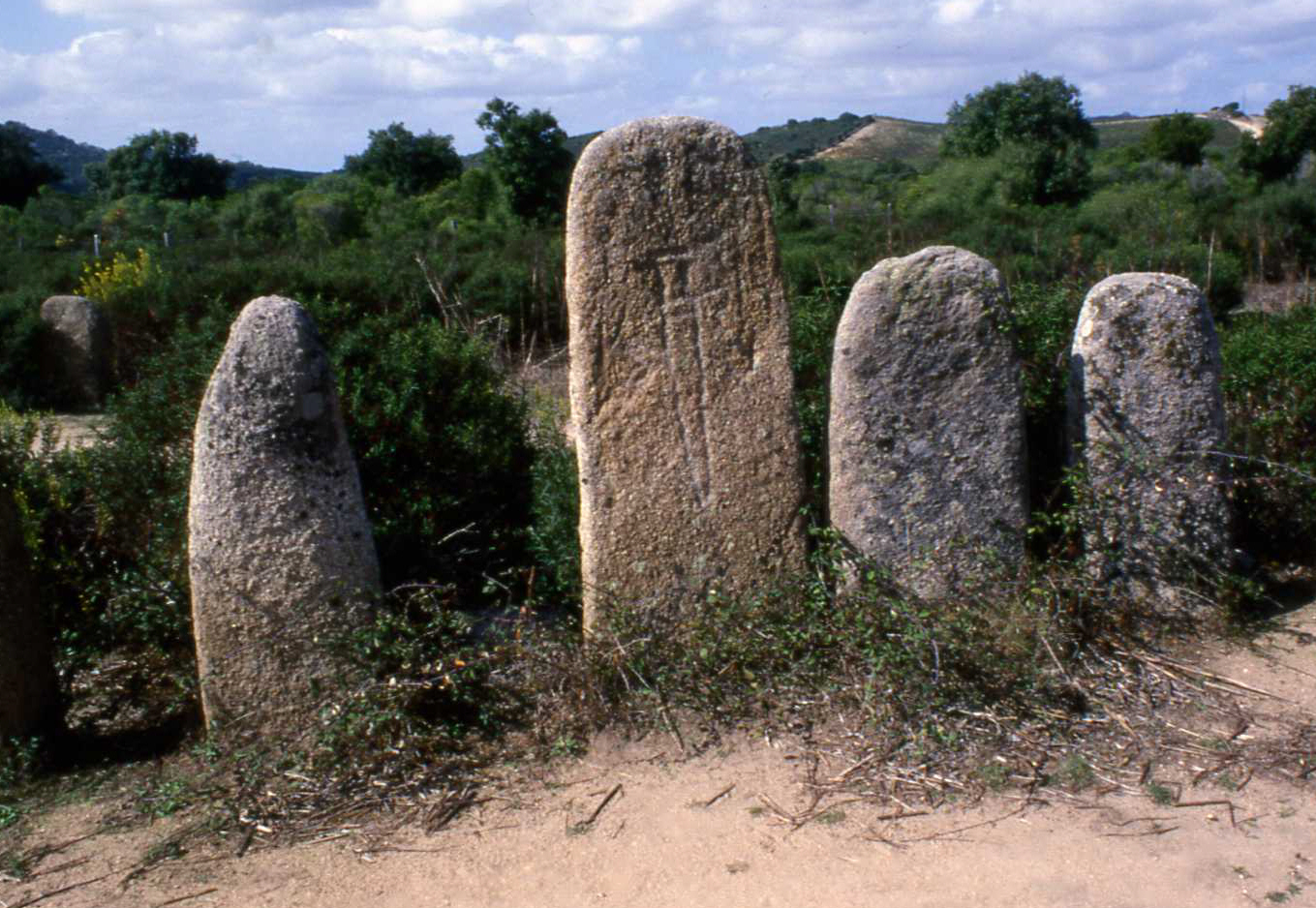
De steenrijen van Palaggiu op Corsica worden ook wel Campu dei Morti (kerkhof) genoemd
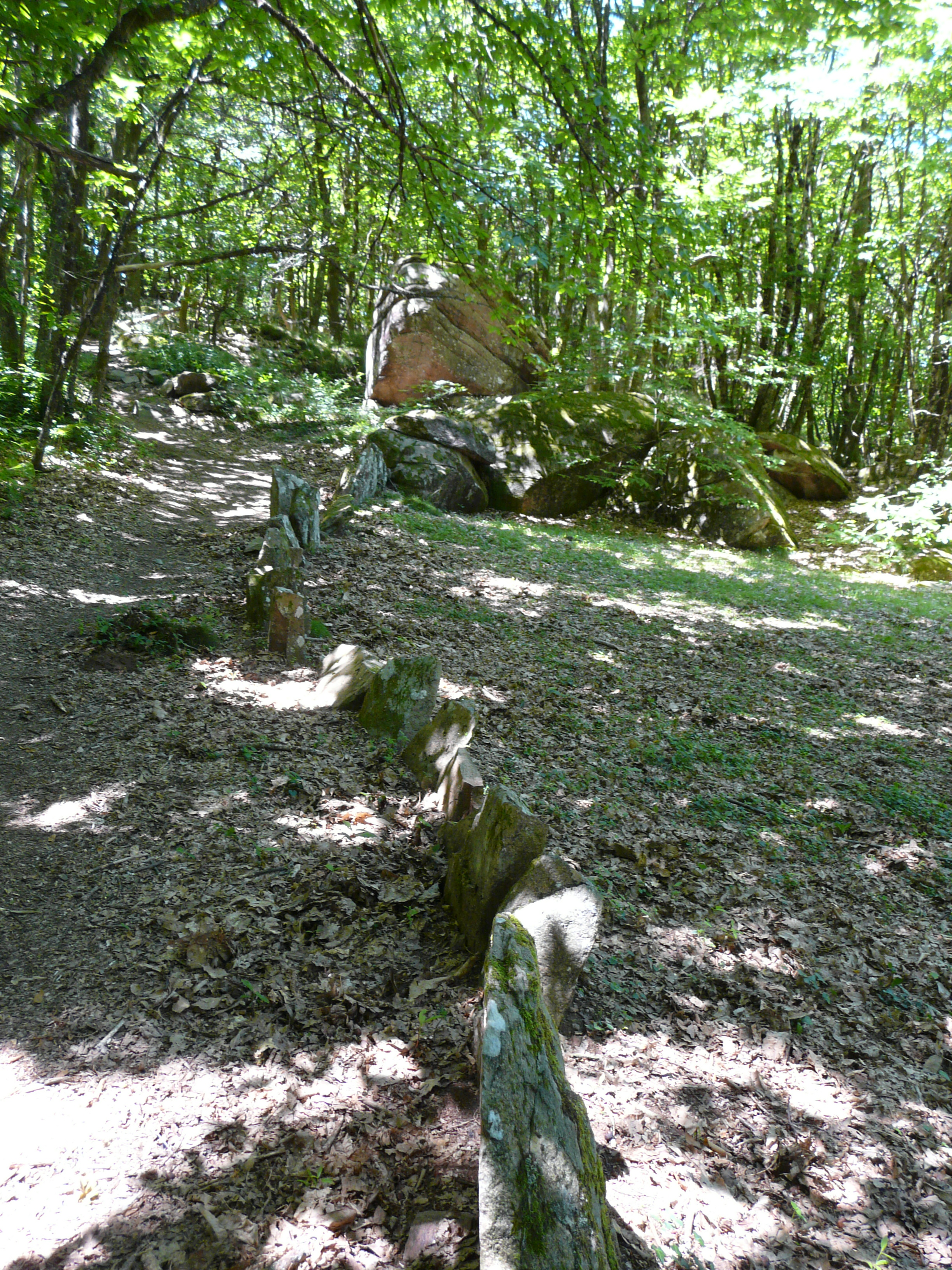
L'alignement de pierres bij de cromlech du Puy de Pauliac, Aubazines, Frankrijk
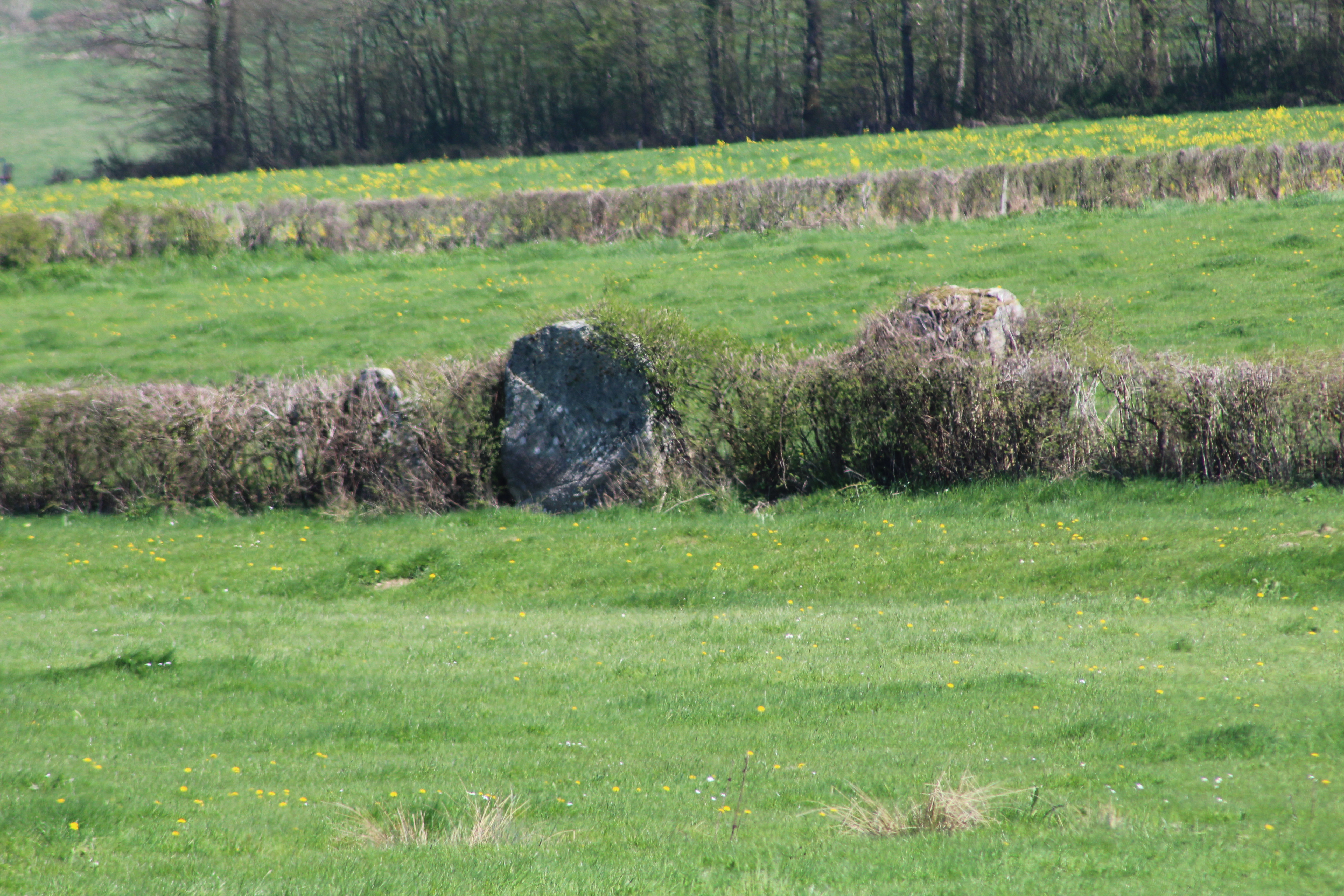
Alignements bij Camp Justice Autun, Saône-et-Loire
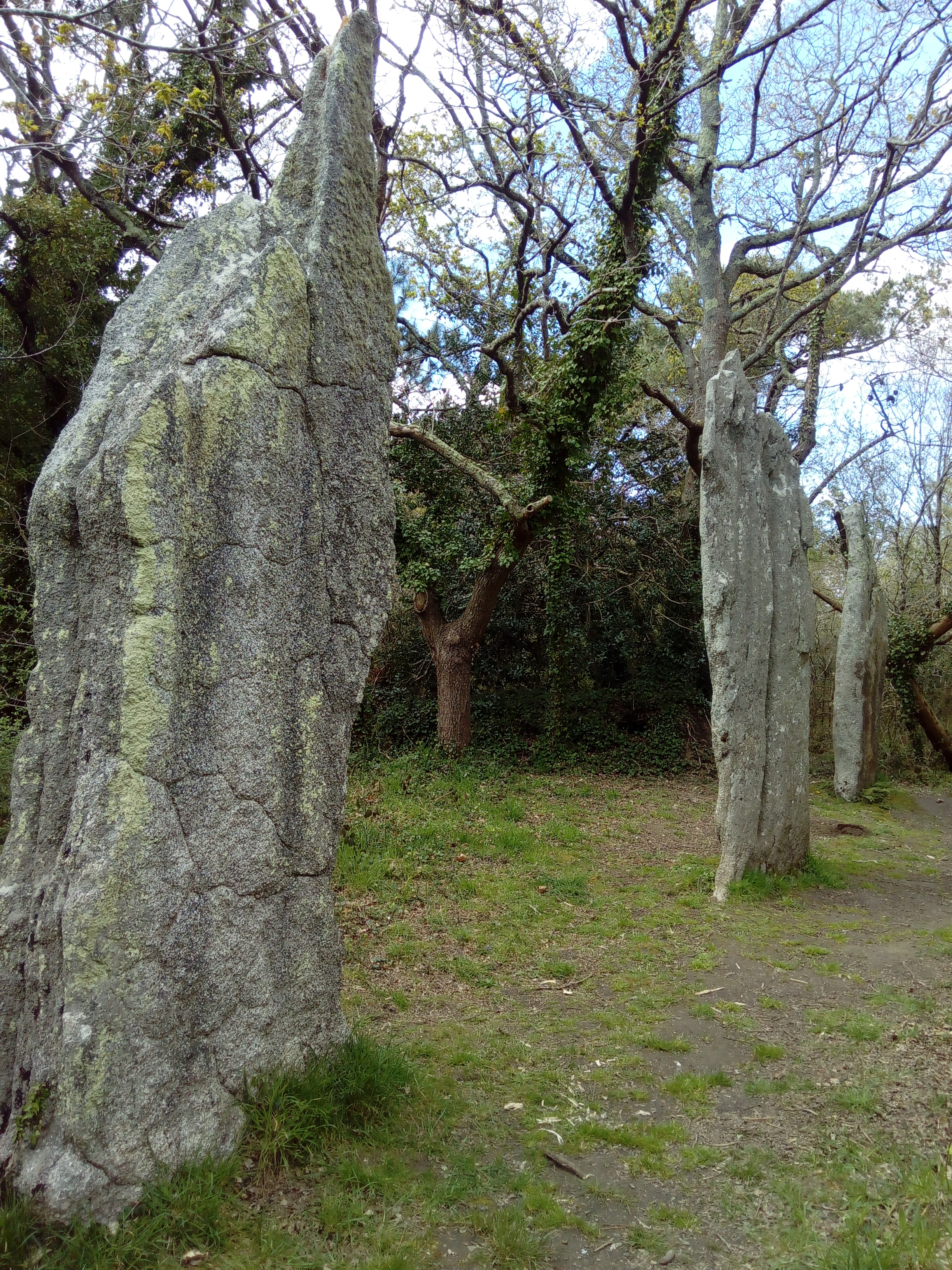
Steenrij in Plomeur, Bretagne